# A Drop of the Hard Stuff
A Drop of the Hard Stuff er et album af The Dubliners udgivet i 1967.
Albummet indeholder biografiske information om Ronnie Drew, Luke Kelly, Barney McKenna, Ciaran Bourke og John Sheahan.
Fire af sangene er sympatisk indstillet overfor IRA, men det var inden konflikten i Nordirland. "Limerick Rake" bliver sunget uden akkompagnement. De fleste sange omhandler drikkerier. "Weila Waile" er en tragisk ballade om et mord sunget med en vis munterhed.
Albummet nåede nr. fem på den irske album hitliste, og blev på listen i 41 uger.
Titlen refererer både til hård spiritus, i særdeleshed irsk whiskey, og til sværhedsgraden af den musikken på de fjorten numre. Både det hurtige og komplicerede violin og banjo der spilles i nummeret "The Galway Races" og a cappella sangen "Limerick Rake".
Albummet blev genudgivet i både 1970, 1973 og 1978 under navnet Seven Drunken Nights, da netop dette nummer fra albummet blev en stor succes.

## Spor

### Side Et
| Nr. | Titel                                     | Længde |
| --- | ----------------------------------------- | ------ |
| 1.  | "Seven Drunken Nights"                    | 3:43   |
| 2.  | "The Galway Races"                        | 3:17   |
| 3.  | "The Old Alarm Clock"                     | 1:56   |
| 4.  | "Reels: Colonel Fraser & O'Rourke's Reel" | 2:36   |
| 5.  | "The Rising of the Moon"                  | 2:36   |
| 6.  | "McCafferty"                              | 2:26   |
| 7.  | "I'm a Rover"                             | 4:49   |

### Side To
| Nr. | Titel                                                            | Længde |
| --- | ---------------------------------------------------------------- | ------ |
| 1.  | "Weile Waile"                                                    | 3:25   |
| 2.  | "The Travelling People"                                          | 3:50   |
| 3.  | "Limerick Rake"                                                  | 3:10   |
| 4.  | "Zoological Gardens"                                             | 2:09   |
| 5.  | "Reels: Fermoy (misspelled as Fairmoye) Lasses & Sporting Paddy" | 1:55   |
| 6.  | "The Black Velvet Band"                                          | 4:26   |
| 7.  | "Poor Paddy on the Railway"                                      | 2:49   |